# MonsterQuest
MonsterQuest (Monstruos de leyenda en España, y En busca de monstruos en Hispanoamérica) es una serie de televisión estadounidense que se emitió originalmente del 31 de octubre de 2007 al 24 de marzo de 2010 en el canal History. Producido por Whitewolf Entertainment, el programa se ocupa de la búsqueda de varios monstruos de interés para la subcultura criptozoológica y entidades paranormales presuntamente presenciadas en todo el mundo. Un programa derivado, MysteryQuest, que se centra en misterios sin resolver, se estrenó el 16 de septiembre de 2009, como sucesor de MonsterQuest tras su cancelación.

## Recepción
Rich Rosell de Digitally Obsessed le dio al programa una "B-" y dijo: "La buena noticia es que este no es un reality show de mala calidad, ansioso por hacer que todo sea exagerado y siniestro. En cambio, se necesita un enfoque aparentemente bien investigado, dejando a los espectadores la oportunidad de tomar sus propias decisiones ". También creía que "el contenido es ciertamente digno de un nerd en el sentido de que 'quiero creer'/ Mulder".
Cinematic Happenings Under Development (CHUD) le dio al programa una revisión de 5.9/10, diciendo que el programa es "básicamente un refrito del programa de televisión de los años 70 y 80, En busca de..." y "te deja con una sensación de 'he estado allí, he hecho eso' o simplemente una sensación de estar incompleto porque básicamente plantea tantas preguntas como intenta responder ".
Diablo Cody elogió el programa en la edición del 24 de octubre de 2008 de la revista Entertainment Weekly. Ella dice: "Encontré un minotauro en ese laberinto de series que apestan: MonsterQuest... en el History Channel".

## Cancelación
En una declaración hecha el 24 de marzo de 2010 en el blog criptozoológico CryptoMundo, el productor de MonsterQuest, Doug Hajicek, anunció que History Channel había cancelado la serie a mediados de la cuarta temporada. Hajicek dijo: "El final oficial de MonsterQuest no ocurrió por falta de temas o por falta de espectadores. La network ha decidido ir en otra dirección para asegurar su futuro como una fuerza poderosa en la televisión".

## Episodios
| Temporada   | Número de episodios | Año(s) de emisión |
| ----------- | ------------------- | ----------------- |
| Temporada 1 | 14                  | 2007–2008         |
| Temporada 2 | 20                  | 2008              |
| Temporada 3 | 25                  | 2009              |
| Temporada 4 | 9                   | 2010              |